# 어허 어이 어이가리
"어허 어이 어이가리"는 한국에서 제작된 강문수 감독의 1991년 드라마, 멜로/로맨스 영화이다. 강문수 등이 주연으로 출연하였고 강문수 등이 제작에 참여하였다.

## 출연

### 주연
- 강문수
- 최길호

### 조연
- 주영숙
- 강인엽
- 강인구
- 강인혁
- 강인경
- 이세영
- 김남이
- 강민규
- 강재규
- 강준규
- 강혜리
- 강인봉
- 박춘방
- 안영주
- 윤승희
- 김현숙
- 홍정애
- 현석홍
- 박영지
- 최용욱
- 김문정
- 이민우
- 정허영
- 성윤선
- 김현리
- 김수천

## 기타
- 원작자: 강문수
- 조명: 이억만
- 녹음: 강대성
- 녹음: 소원종
- 의상: 권유진